# Multiagentní sociální simulace

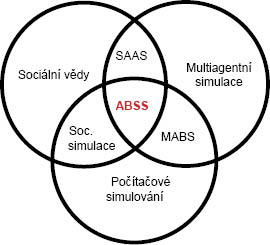
Schéma multiagentní sociální simulace

Multiagentní sociální simulace, někdy také Multiagentní modely sociálních organizací; anglicky: Agent Based Social Simulation (ABSS), je vědecká disciplína zabývající se simulacemi sociálních fenoménů prostřednictvím multiagentních modelů za využití počítačů. Jinými slovy jde o obor využívající multiagentní modelování k sociálním simulacím. Lidský jedinec je modelován jako agent, implementovaný většinou v podobě softwarového agenta.
Multiagentní sociální simulace (ABSS) vznikají jako kombinace tří vědeckých přístupů: Sociálních věd, počítačového simulování a multiagentních simulací (MAS).
Multiagentní sociální simulace (ABSS) jsou v současné době stále častěji používány při zkoumání samoorganizace globální dynamiky u procesů jako jsou vývoj kooperace, vznik konfliktů, dynamika dopravy nebo tržní selhání.
První rozsáhlý multiagentní sociální model, nazvaný Sugarscape, vytvořili v 90. letech Joshua M. Epstein a Robert Axtell, aby simulovali a zkoumali roli sociálních jevů jako jsou sezónní migrace, znečištění, pohlavní rozmnožování, boj, přenos nemoci a kulturní jevy. Tento model myšlenkově stavěl na závěrech ekonoma Thomase Schellinga, prezentovaných roku 1969 v článku „Models of Segregation“, který představoval první generaci sociálních simulací, která se potýkala s omezeními plynoucími z tehdejší výpočetní kapacity počítačů. Epstein s Axtelem svůj sociální model implementovali prostřednictvím multiagentního modelu – zdokonalené koncepci multiagentního modelování, prezentované matematikem Johnem Conwayem v podobě jeho Game of Life.
V nedávné době vyvinul Ron Sun metody multiagentního modelování založené na lidském poznání, známé jako kognitivně sociální simulace.
Mezi další techniky sociální simulace patří (Gilbert, Troitzsch; 2005):
Systémová dynamika, Mikrosimulace, modely front, vícevrstvá simulace, celulární automaty a učící modely.

## Principy multiagentní sociální simulace

### Multiagentní systémy
Multiagentní systém (Multi-Agent System, MAS) je dynamický systém složený z množství vzájemně interagujících aktivních a autonomních prvků, tzv. agentů. Autonomie znamená absenci centrálního řízení z vnějšího prostředí. Míra autonomie se může lišit a závisí na prostředí ve kterém je agent realizován. Termín agent je velmi široký. Může označovat společenství, organismus nebo fyzický systém (např. robot), který existuje v reálném světě. V kontextu multiagentních systémů však termín agent většinou označuje nějakou relativně autonomní softwarovou aplikaci.

### Komplexní chování a emergence
Na poli ABSS se pozornost přesouvá od technické realizace agentů ke sledování, vyhodnocování a interpretaci chování modelů jako celku. I agenty řízené velmi jednoduchými pravidly mohou v některých případech produkovat velmi komplexní globální dynamiku. Toto chování souvisí s jevem emergence. Na poli společenských věd se dlouho vedly spory zda lze hovořit o emergenci v souvislosti se sociálními fenomény. Teoretici společenských věd v nedávné době v této souvislosti začali zdokonalovat koncept emergence chování v sociálních vědách (Kontopoulos, 1993; Archer, 1995; Sawyer, 2001 a další)
V kontextu multiagentních sociálních simulací představují agenty zjednodušené modely některých rolí reálných individuí – např. hledání potravy, vzájemná komunikace, šíření nějakého typu chování, zápas o zdroje, prodej a nákup komodit2 apod. Vhodně navržený model, přesto a někdy právě proto, že je vždy nesmírně zjednodušeným popisem části reality, může odhalit nějakou vlastnost chování zkoumaného systému, kterou je možno zobecnit i na fungování tohoto systému v realitě. Multiagentní modely sociálních systémů pomohly porozumět procesům jako je například evoluce kooperativního a koordinovaného chování, vznik koalic, šíření inovací či tvorba tržních cen.
Bonobeau (1998) identifikuje tři hlavní oblasti, kde je možné využít multiagentní modely pro predikce chování konkrétních sociálních systémů. Je to modelování toků, trhů a organizací.
1. Mezi příklady modelování toků patří např. dynamika evakuace osob a modelování dopravy. Modelování dopravy patří mezi nejúspěšnější aplikace multiagentních systémů, ale rozvíjí se i teoretická práce, například Cools a kol. (2006) vytvořili model samoorganizace světelné signalizace.
2. Při modelování trhů se pozornost soustřeďuje zejména na modelování burzovních operací, výrobních vztahů a identifikování faktorů, které mohou vést k nestabilitě cen a trhů. Multiagentní modely jsou schopné objevit neočekávané důsledky, které mohou na trh mít změny v regulačních parametrech a pravidlech, které trh řídí.
3. Multiagentní modely organizací jsou, na rozdíl klasických procesně orientovaných modelů, schopné lépe vystihnout dynamiku závislou na jednotlivcích, což se týká zejména modelování tzv. operačního rizika (selhání zaměstnanců, chyby, zpronevěra apod. ). Navíc jsou i mnohem přístupnější manažerům a zaměstnancům, kteří mohou lépe přispět jak při jejich tvorbě, tak i při interpretaci výsledků.

### Kdy a proč využívat MAS vsociálních simulacích
Podle Tesfatsiona (2005) je možná nejdůležitější otázkou související se vztahem multiagentních modelů a klasických modelů to, zda adaptace agentů s omezenou racionalitou a kognitivními schopnostmi je schopna nahradit agenty s vysokou mírou optimalizující racionality, které předpokládá např. klasická ekonomická teorie.
Obecně můžeme identifikovat následující situace, kdy je vhodné použít multiagentní model.
- Komplexní, nelineární nebo nespojité chování a interakce agentů.
- Populace agentů je různorodá.
- Při interakci mezi agenty hraje roli nějaká prostorová či sociální struktura.

Sociální modely jsou většinou těmito charakteristikami přímo typické.

## Význam a přínosy ABSS pro společenské vědy
V kontextu vědeckého využití je využíváno ABSS především za třemi hlavními účely (Gilbert, Troitzsch; 2005): porozumění, predikce a jako pomoc při formalizaci a dokazování. Pro jednotlivé účely se pak používají odlišné postupy při abstrakci a modelování
1. Porozumění fundamentálním vlastnostem nějakého sociálního jevu (např. jeho zákonitostem dynamiky, či faktorům ovlivňujícím jeho průběh). Takovéto výzkumné modely musí být natolik jednoduché, abychom dokázali zjistit jak systém vytváří výsledné chování. Je tedy vhodné u těchto modelů počet parametrů omezit jen ty nejzákladnější (Burian).
2. Predikce – tyto modely slouží k predikci konkrétních dat v reálném světě. Například zkoumáme, jak se bude vyvíjet míra nezaměstnanosti v příštím čtvrtletí, nebo ve které části města se dá očekávat dopravní zácpa. V tomto případě je třeba aby model byl co nejvěrnější, což vyžaduje většinou složitý model se širokou škálou různých parametrů.
3. Zatímco první dvě využití MAS se hojně uplatňují i mimo rámec sociálních simulací, třetí má význam především pro společenské vědy. MAS pomáhají při zkoumání, ověřování a formalizaci sociologických teorií. Významným přínosem ABSS pro sociální vědy je také umožnění alespoň simulovaného experimentu. To je významné zejména tehdy, když předmět zkoumání není přímo přístupný, nebo je těžké ho sledovat přímo. Provádění experimentů v sociálních vědách je totiž jinak velice problematické. Proces formalizace, nutný pro sestavení modelu, pomůže prostřednictvím transformace z textové podoby do formalizované zpřesnit co vlastně teorie znamená. Nemožnost vágních formulací také napomůže koherenci teorie.

## Oblasti využití
Teorie davu
Pohyb chodců
Evakuační modelování
Společnost a kultura
Modely sociálního šíření (viru, informace, módy)
Organizační sítě
Emergentní sociální jevy
Šíření používání jazyka
Altruismus a kooperace
Etnocentrismus
Náboženství
Multiagentní simulace náboženství (angl. multi-agent religion simulation: MARS)
Doprava a urbanizace
Vývoj zátěže komunikací
Vývoj urbanizace a center osídlení
Ekonomické vědy
Umělé finanční trhy
Struktura a dynamika ekonomických vztahů
Teorie her (strategie etnocentrismu)
Business a podnikání
Simulace rizik ve firmě

## Některé směry využití
Etnocentrismus
Velice perspektivním a přínosným se ukázalo zkoumání etnocentrismu pomocí MAS (Hoffman, 2000). Stěžejní články Davida Axelroda o evoluci kooperace (Axelrod, 1987) vymezily tuto oblast a patří mezi jedny z nejcitovanějších nejen na poli multiagentních simulací.
Axelrod se v nich zabýval iterovanými sehrávkami vězňova dilematu.
Etnocentricita je druh podmíněné kooperace, resp. způsob chování, při kterém příslušník nějaké skupiny – etnika má tendenci preferovat kooperaci s příslušníky svého etnika (kooperovat při hře vězňova dilematu) a nekooperovat s příslušníky jiných etnik. Etnocetricita je velmi rozšířený způsob chování, který vzniká již při velmi subtilních odlišnostech mezi skupinami. Empirické výzkumy ukazují, že vzniká dokonce i v případě, kdy je kooperace je drahá, tj. stojí agenta nějaké zdroje. Je silnější pokud je etnikum vystaveno nebezpečí, musí soutěžit o vzácné zdroje nebo jsou spolu skupiny v blízkém prostorovém kontaktu. Empirický výzkum též ukázal, že ochota kooperovat se svým etnikem a neochota kooperovat s cizím etnikem jsou různé procesy, proto je nutno je při modelování oddělovat.
Implementace známého modelu evoluce etnocentrického chování navrženého Hammondem a Axelrodem (2003) je volně dostupná v knihovně modelů distribuce programu NetLogo.
Ekonomie
V oblasti ekonomie jsou multiagentní simulace používány ve významné míře. Jedním z nejatraktivnějších polí je modelování finančních trhů. V českém prostředí je významným výzkumníkem Jan Burian
Náboženství
Multiagentní simulace náboženství (angl. Multiagent Religion Simulation: MARS) se zaměřuje na modelování religionistických teorií za účelem jejich ověření či pochopení jejich mechanismů. Významnými představiteli jsou Laurence Iannaccone a Michael Makowsky, kteří ve své práci ustanovili tuto disciplínu (Iannaccone, Makovsky, 2007). Rozšiřují Schellingovu stěžejní práci o stěhování a segregaci (Schelling, 1971) o prvek náboženského přesvědčení a intenzity praktikování náboženských úkonů. Sledují souvislost mezi společenskými konvencemi v lokálních regionech a náboženským životem jednotlivce.
Mezi další vědce působící v tomto oboru patří Donald M. Braxton (Braxton, 2008)

## Software používaná pro implementaci ABSS
Pro implementaci ABSS bývají používána prostředí (Tobias & Hofmann 2004):
- NetLogo
- Repast
- Swarm
- Ascape
- INGENIAS Development Kit (IDK)